# Les Tres Torres
Les Tres Torres é um bairro de classe alta do distrito de Sarrià-Sant Gervasi da cidade de Barcelona, com uma das rendas per capita mais elevadas da Catalunha, abrigando as residências de grande parte da burguesia industrial catalã. É um dos setores pertencentes ao antigo município de Sarrià e em suas imediações se encontram alguns dos centros comerciais mais importantes da cidade, como El Corte Inglés ou a Illa Diagonal. Sua urbanização y edificação foram bastante dificultosas: se iniciou em 1860, a medida que o trem de Sarrià (da Praça da Catalunha a Sarrià) se ia construindo. Fiel a sua tradição nacionalista, Les Tres Torres é o bairro barcelonês onde tradicionalmente mais votos têm convertido para federação Convergència i Unió.
Os limites do bairro são discutidos, se bem a última delimitação o forma como segue: Vía Augusta, Doctor Carulla, Ganduxer, Avenida Diagonal, Avenida de Sarrià, Passeio de Manuel Girona, Bosch i Gimpera, Rua del Cardenal Vives i Tutó, Rua de Font Coberta, Rua de Bonaplata, Rua de los Vergós.